# Nowa Wieś (Łęka Szczucińska)
Nowa Wieś – część wsi Łęka Szczucińska w Polsce, położona w województwie małopolskim, w powiecie dąbrowskim, w gminie Szczucin.
W latach 1975–1998 Nowa Wieś położona była w województwie tarnowskim.